# Atoconeura biordinata
Atoconeura biordinata – gatunek ważki z rodziny ważkowatych (Libellulidae).